# Корё ильбо
«Корё ильбо» (кор. 고려일보, корё мар Коре ирбо — «Корейский ежедневник») — республиканская газета на корейском и русском языках, издающаяся в Алма-Ате, Казахстан.
В газете освещаются общественные, экономические и политические аспекты жизни Казахстана. Публикуются материалы по языку и культуре корейцев. Выходит 1 раз в неделю.
Газета основана на Дальнем Востоке СССР в 1923 году. Первоначально называлась «Сенбон» (선봉, Авангард). После депортации корейцев с Дальнего Востока газета была возобновлена в Кызыл-Орде с 15 мая 1938 года под названием «Ленин кичи» (레닌기치, Ленинское знамя). Первоначально была Кызыл-Ординской областной газетой, а с 1954 года стала республиканской. В 1970-е годы выходила 5 раз в неделю тиражом 13,5 тыс. экземпляров. С 1978 года издаётся в Алма-Ате. В 1991 году газета получила современное название.
В 2023 году газета отметила своё столетие.

## Награды
- Благодарность Президента Республики Казахстан в области средств массовой информации (26 июня 2014 года) — за вклад в укрепление межнационального согласия, национального единства народа Казахстана[5].